# 斯旺鎮區 (堪薩斯州史密斯縣)
斯旺鎮區（英語：Swan Township）為美國堪薩斯州史密斯縣轄下的鎮區。2010年美国人口普查中該鎮區人口有48人。

## 地理
斯旺鎮區涵蓋總面積為92.49平方（35.71平方英里）。

## 人口統計
根據2010年美國人口普查，斯旺鎮區人口有48人，住房25戶，人口密度為0.52人/每平方公里。此鎮區居民之種族中，白人佔77.08%，非裔美國人佔0%，美洲原住民佔0%，亞裔美國人佔4.17%，太平洋島裔美國人佔0%，其他種族佔18.75%，混血種族則佔0%。而西班牙裔或拉丁裔美國人佔此鎮區人口的31.25%。